# Antonio Beccadelli
Antonio Beccadelli, dit en latin Antonius Panormita (c'est-à-dire « Le Palermitain »), né à Palerme en 1394, mort à Naples le 19 janvier 1471, est un humaniste italien.

## Biographie
Il était issu d'une importante famille de marchands de Bologne ayant joué un grand rôle dans cette cité aux XIIIe  et XIVe siècles. Son grand-père Vannino Beccadelli avait dû fuir sa patrie après la révolte de ses concitoyens contre le cardinal-légat Bertrand du Pouget en 1334. Il s'était réfugié à Palerme, où la famille s'était durablement implantée : son fils Enrico (père d'Antonio) fut sénateur, puis préteur de Palerme en 1393/95, anobli par le roi Martin Ier ; son autre fils Carlo fut le père de Simone Beccadelli, archevêque de Palerme de 1445 à 1465 (qui était donc le cousin germain d'Antonio). La famille conserva dans les siècles suivants le nom traditionnel « Beccadelli da (ou di) Bologna ».

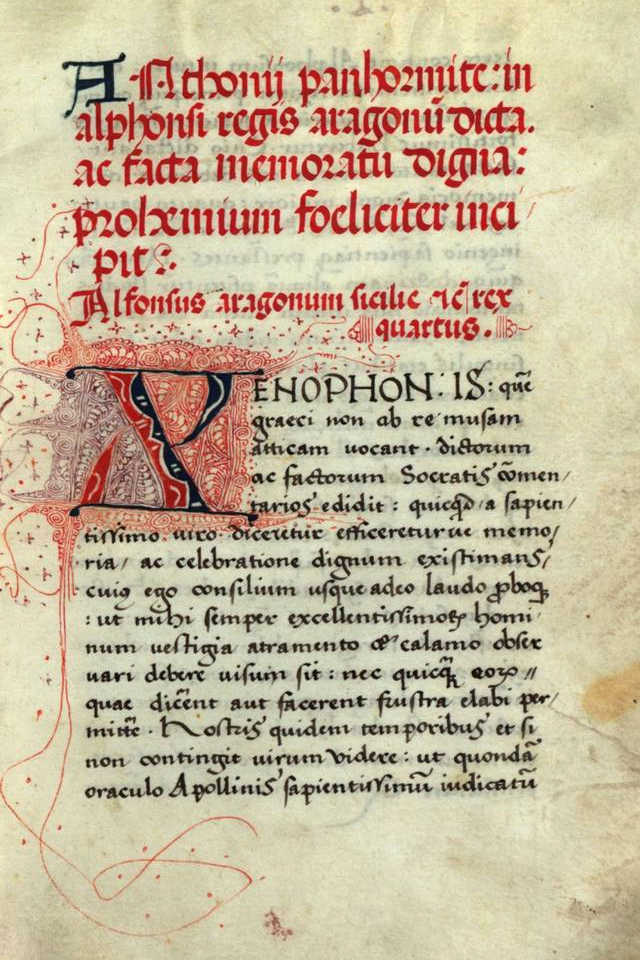
Manuscrit du De dictis et factis Alphonsi regis.

Ayant fait de brillantes études à Palerme, Antonio y fut remarqué par l'humaniste également sicilien Giovanni Aurispa. Recommandé par lui auprès du pape Martin V (qui se trouvait alors à Florence), il quitta la Sicile en 1419 ou 1420. Il resta peu de temps à Florence, puisqu'au cours de l'année 1420 il se rendit à Padoue où il fut auditeur de Gasparin de Bergame. De 1421 à 1424, il vécut à Sienne, où il suivit les cours du bénédictin canoniste (natif de Catane, futur archevêque de Palerme) Niccolò Tedeschi. C'est à Sienne qu'il entama la composition de son recueil L'Hermaphrodite. Entre 1425 et 1427, il séjourna à Bologne, et c'est dans cette ville qu'il publia le recueil en 1425.
L'Hermaphrodite est un recueil de quatre-vingt-une épigrammes latines, organisées en deux livres, à sujets érotiques, voire souvent obscènes, inspirées du recueil antique des Priapea et de celui de Martial, mais reflétant aussi, à la manière de Boccace, des expériences dans les villes italiennes de l'époque. Son titre est justifié par l'auteur dans les termes suivants (1.3.3) : « cunnus et est nostro, simul est et mentula libro ». Le livre, dédié à Cosme de Médicis, fut rapidement diffusé et suscita de violents débats, apprécié de nombreux humanistes amoureux de la culture antique (qui y voyaient la renaissance d'un genre illustré par Virgile, Catulle, Ovide, Martial, et en prisaient la réussite formelle), mais dénoncé avec virulence par des moralistes et des prédicateurs religieux comme Bernardin de Sienne.
En 1427, sur la recommandation de Guarino Veronese, grand amateur de son recueil, il tenta de trouver un emploi à la cour du marquis Nicolas d'Este, mais il n'obtint rien ; il retourna alors à Florence, puis gagna Rome en 1428 (et y fit la connaissance de Poggio Bracciolini et Laurent Valla). En 1429, il repartit pour l'Italie du Nord, et le 10 décembre de cette année-là, grâce à ses nombreux admirateurs, il décrocha le poste de poeta aulicus à la cour du duc de Milan Philippe Marie Visconti, avec un salaire annuel remarquable de 400 florins d'or. Il y fut en butte à deux adversaires déterminés : le franciscain Antonio da Rho, avec lequel il échangea de violents libelles (et qui est l'auteur d'une Philippique contre le Panormite), et le secrétaire ducal Pier Candido Decembrio (qui répandit toutes sortes de médisances à son sujet).
Il prodigua un enseignement au Studio de Pavie entre 1430 et 1433, et se consacra alors particulièrement à l'étude du théâtre de Plaute. En mai 1432, il fut couronné poète lauréat par l'empereur Sigismond à Parme.
Début 1434, grâce à l'entremise du secrétaire royal Giacomo Pellegrini, il fut rappelé à Palerme par le roi Alphonse d'Aragon (également roi de Sicile), qui l'accueillit magnifiquement et le nomma tout de suite conseiller royal. Il accompagna le roi dans un séjour à Messine, puis le suivit à Ischia, puis au siège de Gaète (1435), où il fut chargé de pourparlers avec les défenseurs de la place-forte. Il participa ensuite activement à la conquête du royaume de Naples par Alphonse, présent auprès du roi pendant sa campagne, ou chargé de missions diplomatiques, jusqu'à l'entrée triomphale du souverain à Naples le 26 février 1443.
Panormita joua ensuite jusqu'à sa mort un rôle éminent à la cour de Naples, sous Alphonse V et ensuite sous son successeur Ferdinand Ier. Il y anima la vie intellectuelle avec les humanistes les plus célèbres de l'époque. Particulièrement, il fonda à Naples, sous le patronage d'Alphonse, une académie d'érudits appelée Porticus Antoniana (de son propre prénom), qui se réunissait sous les arches du palais de Philippe d'Anjou, donnant sur la Via dei Tribunali. À sa mort en 1471, Giovanni Pontano prit sa succession comme animateur de l'institution et lui donna des statuts plus formels, si bien qu'elle passa à la postérité sous le nom d'Académie pontanienne. Elle exista jusqu'en 1542 et fut ressuscitée au XIXe siècle.
Il continua d'être chargé de nombreuses missions diplomatiques, et joua un rôle politique spécialement actif dans les troubles qui suivirent la mort du roi Alphonse (27 juin 1458). Ce dernier lui avait entre autres choses fait don du palais de la Zisa à Palerme en 1455. Il mourut des suites d'une rétention d’urine et fut inhumé dans l'église San Domenico Maggiore, où ses enfants lui firent élever un tombeau. La demeure qu'il se fit construire à Naples, le Palazzo del Panormita, terminé après sa mort, existe toujours.

## Œuvres
En dehors de L'Hermaphrodite, Panormita a produit, pendant la période où il enseignait à Pavie, un mélange de textes en prose et en vers intitulé Poematum et prosarum liber. En 1455, il composa les De dictis et factis Alphonsi regis libri quattuor, qui est, non pas une biographie suivie du roi, mais un recueil de ses saillies et des actes les plus remarquables de son règne ; cet ouvrage valut à son auteur une gratification de mille écus d'or ; il l'envoya à son ami Eneas Silvius Piccolomini (peu après pape Pie II) qui en fit un commentaire. Ce De dictis fut très diffusé et traduit en plusieurs langues, et contribua beaucoup à la réputation de mécène du roi Alphonse. D'une inspiration analogue est l'Alphonsi regis triumphus, qui décrit l'entrée triomphale du roi à Naples en février 1443. À sa mort, il laissa inachevé un ouvrage consacré au successeur d'Alphonse, le roi Ferdinand : Liber rerum gestarum Ferdinandi Aragoniæ.
Une part importante de son œuvre est constituée par sa riche Correspondance, qu'il a lui-même publiée en cinq recueils successifs : les Epistolæ Gallicæ, consacrées à sa jeunesse, ses études, ses relations littéraires ; les Epistolæ Campanæ, des lettres de la période entre 1443 et 1457, date de la compilation ; les Alphonsi regis epistolæ et orationes per Antonium Panormitam ; les Ferdinandi regis epistolæ et legationes per Antonium Panormitam (ces deux derniers recueils, composés de textes à caractère officiel, comprenant aussi des discours prononcés pendant ses missions diplomatiques) ; et un cinquième recueil de lettres compilées en 1465.

## Éditions
Les Epistolæ Gallicæ et Campanæ ont été imprimées pour la première fois à Naples en 1474/75. Le De dictis et factis Alphonsi regis a été imprimé à Pise en 1485 (et ensuite à Bâle en 1538). Il y eut une édition à Venise en 1553 qui rassemblait les cinq livres de la Correspondance, deux harangues, et des poèmes, dont certains empruntés à L'Hermaphrodite (édition reproduite avec quelques ajouts à Naples en 1746).
L'Hermaphrodite, qui est reproduit dans de nombreux manuscrits, a été imprimé en entier pour la première fois dans deux éditions, recueils de poésie érotique, datées de 1790 et 1791 (la seconde à Paris par les soins de Barthélemy Mercier de Saint-Léger). Il y eut ensuite l'édition copieusement commentée de Friedrich Karl Forberg publiée à Cobourg en 1824 (édition reproduite avec une traduction allemande et un commentaire sexologique à Leipzig, chez Adolf Weigel, en 1908, avec une réimpression en 1986). Une traduction française de l'édition de Forberg fut publiée à Paris en 1882 par Isidore Liseux et Alcide Bonneau.
- Gianvito Resta (éd.), Liber rerum gestarum Ferdinandi regis, Palerme, 1968.
- Donatella Coppini (éd.), Antonii Panhormitæ "Hermaphroditus", Rome, Bulzoni, 1990.
- Eugene Michael O'Connor (éd., trad.), Antonio Panormita. Hermaphroditus (introduction, texte latin et traduction anglaise), Lanham, Lexington Books, 2001.
- Holt Parker (éd., trad.), Antonio Beccadelli. The Hermaphrodite (introduction, texte latin et traduction anglaise), The I Tatti Renaissance Library n° 42, Harvard University Press, 2010.